# Ґуркі (Ґарволінський повіт)
Ґуркі (пол. Górki) — село в Польщі, у гміні Гарволін Ґарволінського повіту Мазовецького воєводства.
Населення — 461 особа (2011).
У 1975-1998 роках село належало до Седлецького воєводства.

## Демографія
Демографічна структура станом на 31 березня 2011 року:
|          | Загалом | Допрацездатний вік | Працездатний вік | Постпрацездатний вік |
| -------- | ------- | ------------------ | ---------------- | -------------------- |
| Чоловіки | 222     | 53                 | 146              | 23                   |
| Жінки    | 239     | 54                 | 137              | 48                   |
| Разом    | 461     | 107                | 283              | 71                   |